# Thérèse Lemoine-Lagron
Thérèse Lemoine-Lagron, née le 23 août 1891 à Gournay-sur-Marne et morte le 30 mars 1949 à Neuilly-sur-Seine, est une artiste peintre aquarelliste française.

## Biographie
Thérèse Lemoine est issue d'une famille nombreuse. Son père, Jules Lemoine, est professeur agrégé de sciences physiques et devient Officier de la Légion d'Honneur en 1931.
À 22 ans, le 15 octobre 1913, elle épouse Laurent Lagron, dessinateur de bijoux, et complète son nom d'artiste pour devenir Thérèse Lemoine-Lagron, qui deviendra sa signature.
Elle fait ses études à l'École nationale supérieure des arts décoratifs dans les années 1909-1911. Élève d'Eugénie Faux-Froidure, elle est fortement inspirée par ses œuvres et s'inscrit dans sa lignée avec des thèmes floraux. Sa production est importante et variée, tant par les formats que les thèmes. Pour réaliser ses tableaux, vivant à Paris, elle achète ses fleurs chez le fleuriste et ses pots chez les antiquaires.
En 1939, elle obtient le 2e prix de l'Union des Femmes peintres et sculpteurs.
Elle vit pendant de nombreuses années rue Boursault, Paris 17e et à Neuilly-sur-Seine, rue Théophile Gautier où elle meurt le 30 mars 1949.

## Style
La variété des formats, les tons chauds judicieusement assortis et la situation des sujets, avec les vases et les nappes plissées comme étant fraîchement posées exaltent un heureux relief avec bonheur et douceur.

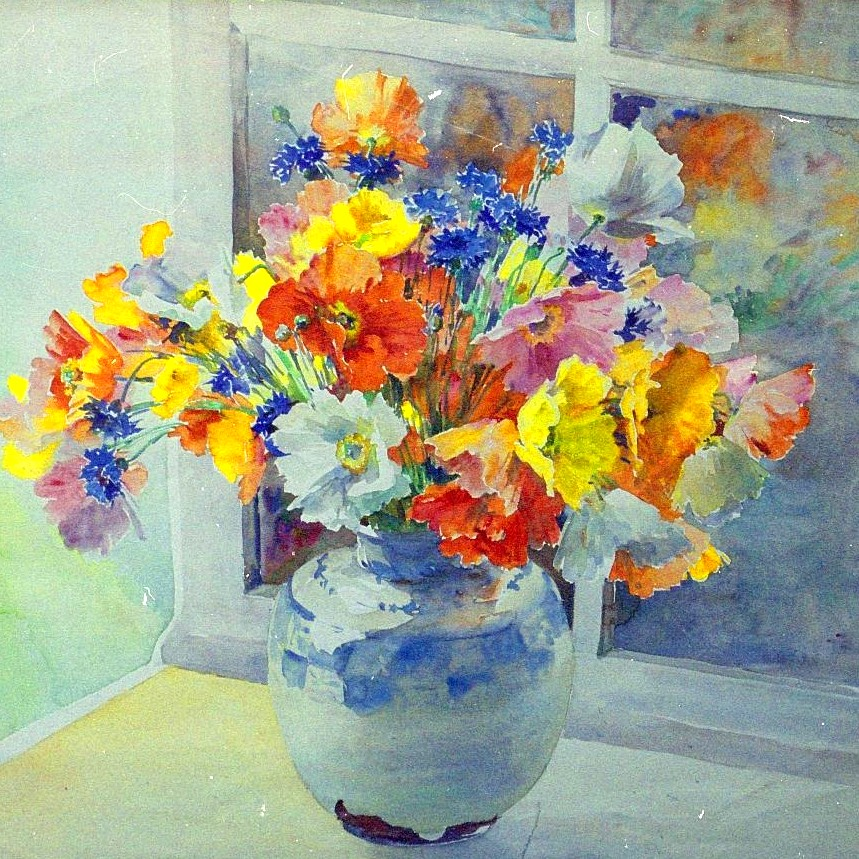
1940.
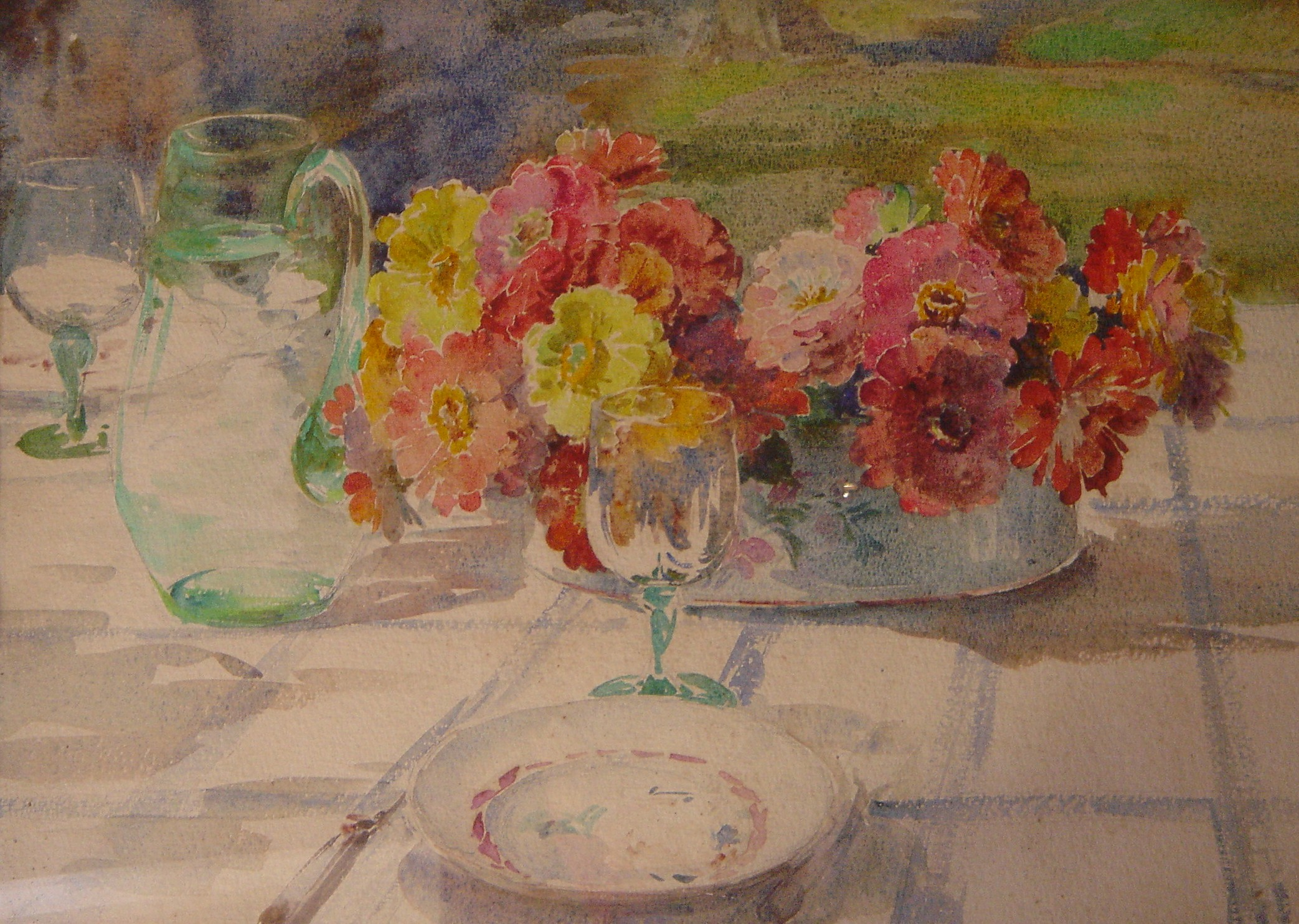
1937, aquarelle.

## Expositions
Elle expose ses œuvres entre 1921 et 1949 :
- Salon d'hiver de 1923 à 1947[2],[3]
- VIIe Salon de l'orientine en mars 1934
- Galerie E. Clair en décembre 1929
- Galerie Georges Petit en octobre 1924, janvier 1926 et en mai 1928[4]

Des aquarelles représentant les destructions de la bataille de Normandie sont conservées au musée d'Histoire contemporaine à Paris.[réf. nécessaire]

## Paris - Salon d'hiver
(Titres des tableaux exposés, par année, avec numéro du catalogue)
| Année | Titre de l'œuvre        | N°   | Observations |
| ----- | ----------------------- | ---- | ------------ |
| 1930  | Oranges et Citrons      | 1183 | Aquarelle    |
| 1930  | Roses Blanches          | 1184 | Aquarelle    |
| 1930  | Capucines à contre-jour | 1185 | Aquarelle    |
| 1930  | Roses rouges            | 1186 | Aquarelle    |
| 1930  | Roses                   | 1187 | Aquarelle    |
| 1930  | Dahlias rouges          | 1188 | Aquarelle    |
| 1947  | Fleurs                  | 1268 | Aquarelle    |
| 1947  | Paysage                 | 1269 | Aquarelle    |
| 1947  | Dahlias                 | 1270 | Aquarelle    |
| 1947  | Zinnias                 | 1271 | Aquarelle    |

## Sources
- La Revue des Beaux-Arts[5].

### Ouvrages
- Dictionnaire Bénézit, Dictionnaire critique et documentaire des peintres, sculpteurs, dessinateurs et graveurs de tous les temps et de tous les pays, éditions Gründ